# Kaiserteich
Der Kaiserteich in Düsseldorf-Unterbilk gehört zu den Gewässern, die aus den ursprünglichen Schutzgewässern der Festung Düsseldorf nach der Schleifung ab 1802 entstanden. Mit dem nördlich liegenden Schwanenspiegel bildet er einen Doppelteich, mit dem er nur durch eine schmale, überbrückte Wasserverbindung verbunden ist. Der Doppelteich wird durch eine Parkanlage nach dem Konzept des Englischen Landschaftsgartens eingefasst.

## Lage
Das Gewässer liegt zwischen der Elisabethstraße im Osten und der Wasserstraße im Westen. Nördlich liegt der Schwanenspiegel mit Haroldstraße und südlich befinden sich das Ständehaus und die Ständehausstraße. Durchflossen und mit Wasser gespeist wird das Gewässer von der südlichen Düssel.

## Geschichte

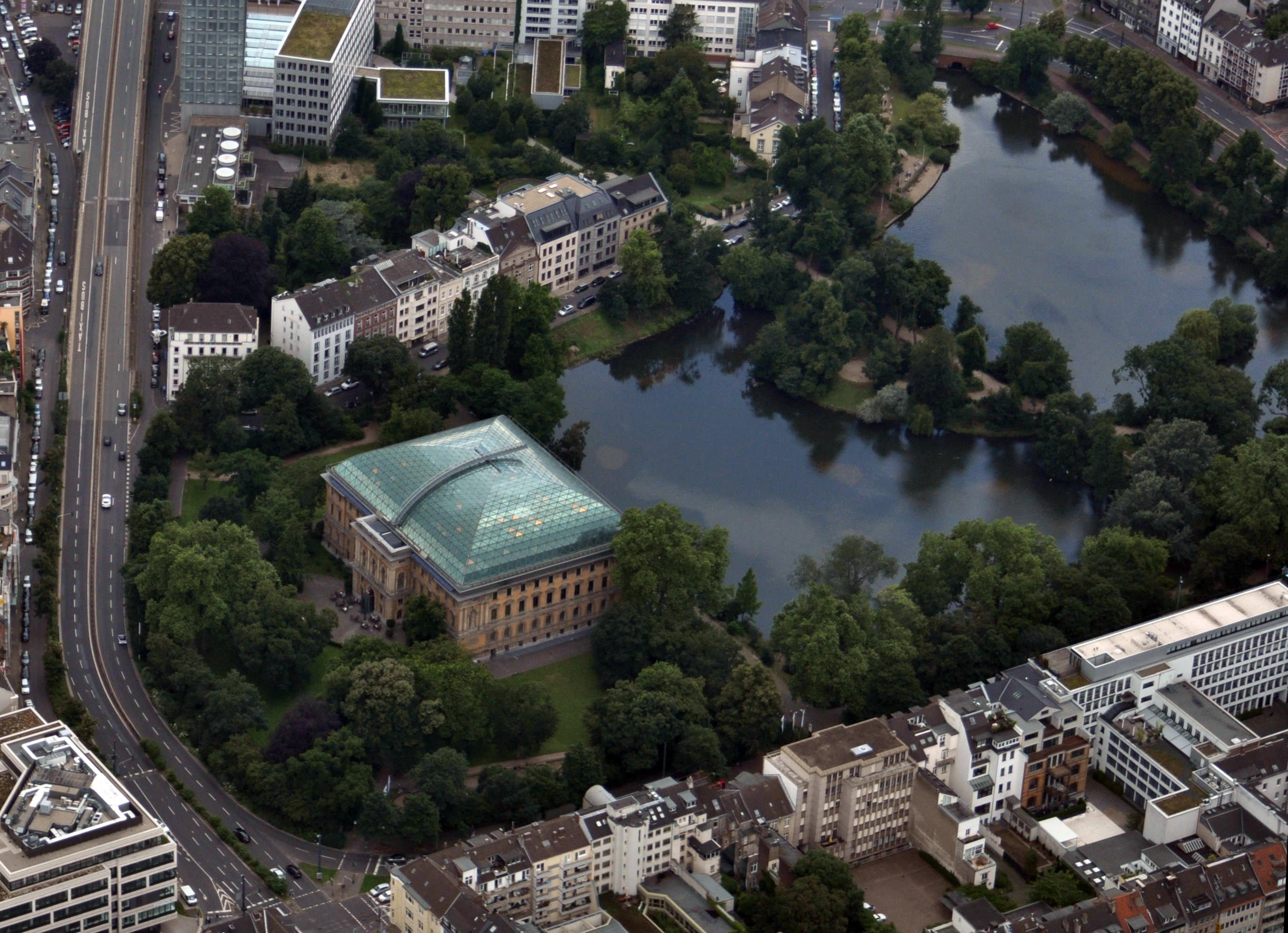
Ständehaus (links), Kaiserteich (Mitte) und Schwanenspiegel (rechts), 2016

Da sowohl Schwanenspiegel wie Kaiserteich mit den zugehörigen Parkbereichen gleichzeitig ab 1842 angelegt wurden, ist die Geschichte für beide Teiche identisch.
Im Stadtplan von 1854 ist Düsseldorf nach Anlegung der neuen Parks mit ihren Gewässern wiedergegeben. Diese Darstellung weicht von der aktuellen Situation in vielen Bereichen ab, zeigt aber Lage und Umfang der Gewässer überwiegend aktuell an. Änderungen ergaben sich vor allem im Zuge der Stadterweiterung und Stadtentwicklung des 19. Jahrhunderts sowie durch den Bau und die Verbreiterung von Straßen im 19. und 20. Jahrhundert. 1842 waren beispielsweise der Graf-Adolf-Platz und die Stadtteile Friedrichstadt und Stadtmitte noch nicht vorhanden. Der militärisch als Exerzierplatz und für Kasernen genutzte Bereich zwischen Kasernenstraße und Königsallee bestand noch.
Am südlichen Ufer lag ursprünglich der „Lohhof“, der 1869 mit seinem gesamten Gelände von der Stadt Düsseldorf gekauft wurde. 1875 wurden große Teile dieses Gebietes von der Stadt kostenlos dem Provinzialverband der Rheinprovinz zur Verfügung gestellt. Auf diesem Gelände wurde das Ständehaus als Ersatz für Räumlichkeiten des Provinziallandtags der Rheinprovinz errichtet, der davor im 1872 abgebrannten Düsseldorfer Schloss sein Domizil hatte.